# Benjamin Kleibrink
Benjamin Kleibrink (* 30. července 1985 Düsseldorf, Německo) je bývalý německý sportovní šermíř, který se specializoval na šerm fleretem. Německo reprezentoval od roku 2005 sedm let. Na olympijských hrách startoval v roce 2008 a 2012 v soutěži jednotlivců a družstev. V soutěži jednotlivců získal na olympijských hrách 2012 zlatou olympijskou medaili. V roce 2007 obsadil třetí místo na mistrovství světa v soutěži jednotlivců a v roce 2007 a 2012 obsadil druhé místo na mistrovství Evropy. S německým družstvem fleretistů vybojoval na olympijských hrách 2012 bronzovou olympijskou medaili. S družstvem fleretistů vybojoval čtyřikrát druhé místo (2006, 2007, 2008 a 2009) na mistrovství světa a v roce 2007 a 2013 vybojoval s družstvem titul mistrů Evropy.